# Petropedetes perreti
Petropedetes perreti é uma espécie de anfíbio da família Petropedetidae.
É endémica dos Camarões.
Os seus habitats naturais são: regiões subtropicais ou tropicais húmidas de alta altitude, rios e florestas secundárias altamente degradadas.
Está ameaçada por perda de habitat.